# Bringing Up Bobby
Bringing Up Bobby (bra: Vivendo no Limite) é um filme de drama de 2011 escrito, dirigido e produzido por Famke Janssen (marcando seu primeiro trabalho de direção). Milla Jovovich estrela como uma trapaceira e ex-presidiária e mãe solteira vinda da Europa nos Estados Unidos. O filme recebeu estreia no mercado no 64th Festival de Cannes.

## Sinopse
Trapaceira ucraniana Olive (Jovovich) e seu filho de 10 anos de idade, Bobby (List) chegam em Oklahoma para começar uma nova vida, e desfrutar de uma série de aventuras. No entanto, quando passado criminoso de Olive a alcança, ela se depara com a colocação de felicidade de seu filho antes dela própria. Mary (Cross) lida com a morte de seu próprio filho, tornando-se mãe adotiva de Bobby, proporcionando-lhe uma casa com o marido Kent (Pullman).[carece de fontes?]

## Elenco
- Milla Jovovich como Olive
- Bill Pullman como Kent
- Rory Cochrane como Walt
- Marcia Cross como Mary
- Spencer List como Bobby
- Ray Prewitt como Chuck Lee Buck
- Justin Hall como Jamie

## Produção
No verão de 2010, o filme foi rodado ao longo de 20 dias em Oklahoma. O filme foi inspirado pela própria percepção de Famke Janssen como uma europeia que veio morar nos Estados Unidos.

## Trilha sonora
A trilha sonora original foi composta por Junkie XL (como Tom Holkenborg). Além disso, a trilha sonora inclui uma versão cover de "Proud Mary", cantada por Milla Jovovich em sua língua nativa ucraniana. A canção tocada no fundo no inicio do filme. A gravação, que é creditada a Milla Jovovich com The Modern Mothers, é baseada em versão popular da canção de Ike & Tina Turner. Após a sessão de gravação, a voz de Jovovich estava rouca por alguns dias.
A banda estadunidense de rock alternativo The Flaming Lips gravou uma versão de "Amazing Grace", também em ucraniano. A gravação toca durante os créditos finais . O vocalista Wayne Coyne não fala a língua, mas cantou as letras foneticamente. A trilha sonora também contém várias canções de música country, música folclórica e jazz—alguns deles bastante obscuros—por artistas: como Johnny Paycheck, Count Basie, Jack Teagarden, Cat Stevens, Jorma Kaukonen, Ray Hatcher, Roy Lanham & The Whippoorwills, e Joe Mahan. A trilha sonora não foi lançado.

### Festivais
Bringing Up Bobby foi selecionado para a tela nos seguintes festivais:
- 2012 Newport Beach Film Festival[7]
- 2012 Dallas International Film Festival[8]
- 2012 Santa Cruz Film Festival[9]
- 2012 Nashville Film Festival[10]
- 2012 White Sands International Film Festival[11]
- 2012 Omaha Film Festival[12]
- 2010 Deauville American Film Festival[13]
- 2011 Savannah Film Festival[14]

## Recepção
No Rotten Tomatoes, o filme tem recebido críticas principalmente negativas, com um 'podre' de 17% classificação, baseada em 12 críticas.